# Uppsala ponnyklubb
Uppsala ponnyklubb, UPK, är en ridklubb som driver en ridskola i Lunda nära Jälla i Uppsala kommun. UPK har både hästar och ponnyer, ca 40 sammanlagt och privathästar.
Ridklubben bildades 1972. 1974 arrangerade klubben ponny-SM i fälttävlan. 1986 arrangerade klubben de nordiska ponnymästerskapen i fälttävlan.
Fram till 1987 var klubben knuten till en privat ridskola. Från och med 1987 har klubben drivit ridskola i egen, ideell regi. Varje vecka undervisas ungefär 650 elever i cirka 60 olika grupper på olika tider. UPK har två dressyrbanor (28x80m och 30x60), en lite mindre ridbana(20x50), en stor hoppbana(50x90) och ett ridhus(22x70m). Där finns även stora hagar och flera ridstigar som man kan rida ut på. UPK har även en del avdelad från de andra där man kan stalla upp sin privathäst på.
På anläggningen finns också dusch, WC, omklädningsrum, cafeteria, matrum, tvättstuga med mera.
Klubben arrangerar ungefär 10 tävlingar på lokal nivå och högre. Dessutom arrangerar klubbens ungdomssektion (US) åtta klubbtävlingar och fyra nybörjartävlingar om året. 